# Čistilište
Čistilište (latinski: purgatorium) je naziv za čišćenje duše nakon smrti, s ciljem postizanja svetosti potrebne za ulazak u raj. Ovaj pojam se pojavljuje gotovo isključivo u katoličanstvu kao dogma vjere.
U književnosti, talijanski pjesnik Dante Alighieri, napisao je istoimenu knjigu u trilogiji Božanstvene komedije. U Bibliji se riječ "čistilište" nigdje izričito ne spominje, ali se spominje učenje u pogledu čistilišta.
O ovom se pojmu raspravljalo i prije Isusa Krista, u sklopu zbrinjavanja preminulih i molitve za njih. U judaizmu (Druga knjiga o Makabejcima 12,46) koji se smatra prethodnicom kršćanstva, smatralo se da molitva za preminule pridonosi njihovu čišćenju u zagrobnom životu. 
Katolička Crkva govori o čistilištu kao o otajstvenom obliku čišćenja za pokojnike, kojima pomaže molitva Crkve. To je smisao kršćanske solidarnosti Kristova tijela preko misa za pokojne. Ljudsko biće koje je umrlo kao grešnik ne može ući u Božje kraljevstvo bez čišćenja i kada njegov posljednji izbor ne vodi u pakao, nego prema nebu.

## Čistilište i limb
Crkva nikad nije definitivno potvrdila postojanje limba, ali katolički vjernik ne smije nekoga tko drukčije razmišlja o ovome nazivati lošim katolikom. Čistilište je definirano naukom katoličke vjere i svaki katolik mora vjerovati u postojanje čistilišta. Limb je plod teološke spekulacije, a ne objave. Govoreći o limbu većina misli na limb s djecom u koji navodno odlaze nekrštena djeca. Po tome bi ga trebalo razlikovati od limba o kojemu su govorili crkveni oci, u kojemu su dobri ljudi koji su umrli prije Isusova uskrsnuća čekali da im se otvore rajska vrata. Taj limb posebno se spominje u Svetome pismu (1 Pt 3,19) i katolik u taj limb mora vjerovati. Limb s nekrštenom djecom u Svetom pismu ne spominje se i Crkva nikad nije službeno rekla da postoji. Ipak su brojni bogoslovi poslije srednjeg vijeka dokazivali da je takvo stanje logično i nužno. Iz Prve Petrove poslanice, glava 3, redak 19 i Druge knjige o Makabejcima, glava 12, redak 45, nazire se gdje Sveto Pismo izravno spominje čistilište, ili ako to stanje nije bilo čistilište, onda na mogućnost postojanja i nekog trećeg stanja koje je očigledno vrlo nalik čistilištu, jer se radi o dobrim ljudima, predodređenima za raj, u kojima ne postoji nikakva sklonost prema grijehu, koji su umrli prije nego što je, zahvaljujući otkupljenju ljudskog roda, raj otvoren, a do Isusova uskrsnuća raj nije bio otvoren nikome i dotad su se negdje nalazili negdje, nikako u paklu, a nekima nije bilo potrebno niti pročišćivanje (nije bilo iskrivljene ljubavi prema sebi).

## Katolički nauk o čistilištu
Prema nauku Katoličke Crkve, ljudi koji umiru u milosti i prijateljstvu s Bogom, a nisu potpuno čisti, iako su sigurni za svoje vječno spasenje, poslije smrti bit će podvrgnuti čišćenju kako bi mogli konačno ući u nebesku radost. Takvo čišćenje izabranih, koje ni počemu nije slično kazni za osuđene, Crkva naziva čistilištem. Jedino duše bez grijeha mogu ući u raj, jer “Ništa nečisto nikada neće u nj ući” (Otk 21,27).
Katolička doktrina o čistilištu temelji se na vjerovanju, da je Bog i milosrdan i pravedan. Budući da je Bog milosrdan, preminuli mogu zadovoljiti za svoje lakše grijehe i nakon smrti, ali kako je Bog i pravedan, preminuli ne mogu izravno u raj, dok se nisu očistili od svih grijeha. Samo duhovno potpuno čisti mogu biti u potpunom zajedništvu s Bogom u raju. Oni koji bez krivnje ne poznaju Kristovo Evanđelje i njegovu Crkvu, a ipak iskreno traže Boga i pod utjecajem milosti nastoje Njegovu volju, koju su spoznali u glasu savjesti, djelom izvršiti, mogu postići vječno spasenje.
Svaki učinjen grijeh povlači za sobom dvije kazne – vječnu i vremenitu. Vječna se briše valjanom ispovijedi, tj. odrješenjem grijeha u tom sakramentu, dok vremenita kazna ostaje. Ona se čisti ili za života prije smrti (pokorom, dobrim djelima), ili poslije smrti u stanju zvanom čistilište.
Usto, nauk o Čistilištu oslanja se na običaj molitve za pokojne, o čemu govori opet Sveto pismo: "Zato je (Juda Makabejac) za pokojne prinio žrtvu naknadnicu, da im se oproste grijesi" (2 Mak 12,46). Pretpostavlja se da molitva pomaže preminulom na putu između smrti i ulaska u njegov konačni dom u vječnosti. U Bibliji se riječ "čistilište" nigdje izričito ne spominje, ali se spominje učenje u pogledu čistilišta. U 16. poglavlju Evanđelja po Luki, Isus spominje treće stanje nakon smrti – koje nije ni nebo, ni pakao – a u pogledu kojeg govori o privremenim sudbinama Lazara i bogataša. Preminuli bogataš nastojao je pomoći svojoj braći, iz čega se može zaključiti, da se pokojni mogu zalagati za žive ljude.
Katolički katekizam tako zaključuje: »Crkva je, od prvih vremena, častila spomen mrtvih i za njih prinosila molitve, poglavito misnu žrtvu, da bi, očišćeni, mogli prispjeti k blaženom gledanju Boga. Crkva također preporučuje milostinju, oproste i djela pokore u korist pokojnika« (usp. Katekizam Katoličke Crkve, 1030-1032).
Vjerovanje da u zagrobnom životu postoje "privremene kazne sukladne nečijem ponašanju prije smrti" izraženo je u ranokršćanskom radu na grčkom jeziku poznatom kao "Josipov govor Grcima u vezi Hada", koji se nekada pripisivao Josipu Flaviju, ali se sada vjeruje da ga je napisao Hipolit Rimski.
Nauk o čistilištu bio je radikalan korak, koji je vjernicima dao novu nadu. Rijetki vjernici mogu se nadati, da će postati sveci, ali svatko se može kloniti grijeha, moliti i činiti djela ljubavi i milosrđa. Također svatko može činiti pokoru i popraviti učinjeno zlo te pomoći dušama u čistilištu svojom molitvom i na druge načine te tako biti most solidarnosti živih i preminulih. 

### Kroz povijest
Tijekom stoljeća, teolozi i ostali kršćani razvili su nauk glede čistilišta, što dovodi do definicije formalne doktrine (za razliku od legendarnih opisa, koje nalazimo u pjesničkoj literaturi) na Prvome (1245.) i Drugome lionskom saboru (1274.), na Saboru u Firenci (1438. – 1445.) i na Tridentskome saboru (1545. – 1563). Učenju o čistilištu pridonijele su i pape naročito sv. Grgur Veliki. Papa Ivan Pavao II. spominje čistište kao "stanje egzistencije", navodeći kako čistilište najvjerojatnije nije mjesto ili fizička lokacija nego stanje, u kojem su preminuli u stanju čišćenja te su već u ljubavi Kristovoj.
Sve do 16. stoljeća, to jest do pojave Martina Luthera, nitko nije osporavao doktrinu o čistilištu, koja je oduvijek bila, pa i danas ostala temeljnim elementom vjere Katoličke Crkve. A protestanti su ukinuli pojam čistilišta, zato što se nije uklapalo u njihovu doktrinu sola fide.
Godine 2011., papa Benedikt XVI., govoreći o sv. Katarini iz Genove (1447. – 1510.), rekao je da je u njeno vrijeme pročišćavanje duša (u čistilištu) bilo prikazano kao mjesto u prostoru, ali da je svetica vidjela čistilište kao pročišćavanje unutarnje vatre, kao što je doživjela u svojoj dubokoj tuzi za grijehe, u usporedbi s Božjom neizmjernom ljubavlju. Rekla je da navezanost na želje i patnje koje proizlaze iz grijeha onemogućuju dušu uživati u blaženoj viziji Boga. Papa je komentirao: "I mi osjećamo koliko udaljeni smo, koliko smo puni tolikih stvari pa ne možemo vidjeti Boga. Duša je svjestan neizmjerne ljubavi i savršene pravde Boga, a time i pati zbog toga što nije uspjela odgovoriti na ispravan i savršen način na tu ljubav, ljubav prema Bogu čisti dušu od ostataka grijeha".

### Oprost
U posebnim prilikama, moguće je dobiti oprost zadovoljštine za grijehe. Tako je papa Benedikt VIII. proglasio jubilejsku godinu 1300. godine i obećao oprost svima koji hodočaste te godine u Jeruzalem. Pozivu se odazvalo dva milijuna ljudi. Praksa podjeljivanja oprosta osobito se razvila od 11. stoljeća, a ponekad je dolazilo i do njezine zlouporabe.
Godine 1517. papa Lav X. uveo je praksu podjele oprosta za novac, tzv. Petrov oprost, čime se financirala izgradnja Bazilike sv. Petra. Zloupotreba oprosta tj. korištenje novca u privatne svrhe (npr. otplate dugova) bio jedan od glavnih prigovora Martina Luthera, kao i povoda reformacije. U međuvremenu su se način podjele oprosta, kao i propisani uvjeti za njegovo dobivanje znatno promijenili, a već od sredine 16. stoljeća nije bilo podjele oprosta za novac, već se od vjernika zahtijevalo da učine neko dobro djelo, pobožnu vježbu (pobožnost križnog puta, krunice i sl.) ili da čitaju Sveto pismo. Osobito je do znatnih promjena došlo 60-tih godina 20. stoljeća. 1999. u Augsburgu potpisan je sporazum između Katoličke i Evangeličke Crkve kojim se one slažu u tome da se oprost od grijeha dobiva samo vjerom, a ne djelima.
Katolička Crkva nikada nije učila da oprosti oproštaju grijehe, nego jedino Bog oprašta grijehe. Smatra se krivovjerjem, da djela ljubavi opraštaju grijehe, ona samo pomažu nadoknaditi učinjenu štetu kao posljedicu grijeha. Oprost (ili bilo koji čin ljubavi) ovisi o snazi vjere pojedinog kršćanina.

### Vječni život
Katolici vjeruju, da će poslije Općeg suda (Sudnjeg dana), Bog dobre uzeti na nebo (raj), a zle poslati u pakao. Nebo je stanje u kojem blaženi gledaju Boga. Ne trpe nikakve boli, združeni su s Bogom u potpunoj ljubavi, zajedno sa svecima, anđelima i dušama koje su umrle u Božjoj milosti. Za njih se kaže u knjizi Otkrivenja: "Oni dođoše iz nevolje velike i oprali su haljine svoje i ubijelili ih u krvi Jaganjčevoj" (Otk 7,14). Pakao je stanje vječne udaljenosti od Boga, stanje vječne patnje. Poslije Općeg suda neće više biti čistilišta, nego samo nebo i pakao. Čistilište je privremeno stanje, za razliku od neba i pakla. Svi koji su u čistilištu, prijeći će u nebo, nakon određenog vremena, koje može biti kratko ili vrlo dugo, ovisno o vrsti grijeha.
Vječni život započinje odmah nakon smrti, nema kraja. Prethodi mu za svakog pojedinca poseban sud Krista, koji će biti potvrđen na Sudnji dan. Posebnim sudom svatko prima u svojoj besmrtnoj duši neposrednu plaću od Boga, odmah nakom smrti, prema svojoj vjeri i djelima. Ta se plaća sastoji u pristupu u nebo odmah ili nakon primjerenoga čišćenja u čistilištu ili je duša osuđena na vječnu osudu u paklu. 
U čistilište idu oni koji umiru u prijateljstvu s Bogom, ali premda sigurni da će biti u nebu, trebaju se očistiti prije ulaska u nebesko blaženstvo. U čistilištu se najprije daje zadovoljština vremenitih kazni za već oproštene smrtne grijehe, a poslije toga za lake grijehe i sklonosti prema grijehu. Vremenite kazne za grijehe mogu se namiriti i za života na razne načine kao što su: post, molitva, djela milosrđa, strpljivim podnošenje teškoća, posebno strpljivost u bolesti, predanjem Bogu na smrtnom času. Premda Bog želi da se svi spase, stvorio je čovjeka slobodna i odgovorna i poštuje njegove odluke. Stoga je sam čovjek taj koji svojim ponašanjem određuje što će biti s njime nakon smrti. U pakao idu oni koji se svojevoljno odriču zajedništva s Bogom i do trenutka smrti ustrajali su u smrtnom grijehu bez kajanja i žaljenja, odbacujući i ne tražeći Božje oproštenje.
Crkva uči o općinstvu svetih, kojeg čine vjernici koji još putuju zemljom u vječnu domovinu i zovu se “Crkva putnika” ili “putujuća Crkva”, također vjernici koji su, nakon zemaljske borbe, već postigli nebesko blaženstvo i uživaju u slavi Božjoj a zovu se “slavna” ili “pobjednička” Crkva, a treći su vjernici koji se još nakon smrti čiste od svoje grešnosti i ne uživaju potpuno nebesko blaženstvo i zovu se “trpeća” Crkva, jer trpe od silne čežnje za Bogom u čistilištu. Vjernici na zemlji i sveci u nebu mogu pomoći svojim molitvama i zagovorom kod Boga dušama u čistilištu, da im se olakšaju ili skrate muke.

### Čišćenje vatrom
Čistilište se obično smatra čišćenjem preko bolne vremenske kazne, koja je kao i vječna kazna pakla, povezana s idejom vatre. Iako "bol osjetila" (za razliku od "boli čežnje") nije doktrinarno definirana kao dio čistilišta, mnogo teolozi smatraju da čistilište uključuje bol osjetila. 
Neki crkveni oci smatrali su tekst iz Prve poslanice Korinćanima (3,10-15) kao dokaz za postojanje posrednog čišćenja vatrom, kojim se duša pročišćava i spašava: "I kakvo je čije djelo, oganj će iskušati. Ostane li djelo, primit će plaću onaj tko ga je nazidao. Izgori li čije djelo, taj će štetovati; ipak, on će se sam spasiti, ali kao kroz oganj."
Vatra se više puta spominje u biblijskim prikazima ("prošli smo kroz oganj i vodu" (Ps 66,11). Sveti Augustin opisuje vatru čišćenja u čistilištu, kao bolnije od bilo čega što čovjek može propatiti u svom zemaljskom životu, a papa Grgur Veliki je napisao da mora postojati vatra za neke manje grijehe, koji se moraju na taj način očistiti. Origen piše o ognju, koji treba očistiti dušu. Sveti Grgur iz Nise također je pisao o pročišćavanju vatrom.
Sveti kardinal Robert Bellarmin govorio je kako duša može trpjeti djelovanje ognja: Ako duh (naša duša) može biti povezan s tijelom, tako isto može duh biti vezan i s ognjem, da bi pretrpio kaznu. Zašto Bog ne bi mogao u duši odijeljenoj od tijela probuditi iste osjećaje koje je prije osjećala djelovanjem ognja na tijelo!

## Protestantski stav o čistilištu
Protestanti odbacuju postojanje čistilišta. Ne vjeruju, da molitva, paljenje svijeća i mise zadužnice pomažu pokojnima. Smatraju, da će ljudima biti suđeno prema njihovim djelima. Iako vjera jest opravdanje, vjeru treba ispovijedati i djelima. Ako nema sklada između toga dvoje, osoba se ne može spasiti. Smatraju, da su ljudi spašeni samim obraćenjem (nakon čega slijedi krštenje), ali mora se ostati jak do kraja. Oni koji se nisu obratili ili žive kao "neprijatelji križa Kristova" ne mogu se spasiti. Smatraju, da se Boga ne može podmititi, niti se njegova milost može kupiti novcem. 

## Stav ostalih vjerskih zajednica o čistilištu
Pravoslavci ne vjeruju u postojanje čistilišta, iako se mole za pokojne. Pravoslavni, ne prihvaćaju dogmu o čistilištu, jer se o čistilištu nije raspravljalo na koncilima održanima u prvom tisućljeću; dogme iz drugog tisućljeća pravoslavni naprosto ne prihvaćaju. Potiče se vjernike da kod umirućeg zapale svijeću prije smrti i po mogućnosti mu stave u ruke. Po učenju pravoslavne crkve, u četrdeseti dan poslije smrti, čovjekova duša dolazi pred Božji sud pa se tada vrši parastos. Parastos ili panihida je molitva za pokojne 3., 9. i 40. dan poslije smrti kao i nakon pola godine i godine dana. Parastos u treći dan simbolizira trodnevni Isusov boravak u grobu, vrši se i u čast Presvetog Trojstva. Deveti dan se vrši parastos, zbog devet anđeoskih zborova, s molitvom da se duša preminulog pribroji njihovim zborovima. Četrdeseti dan je u čast Isusovog uzašašća, 40. dan poslije uskrsnuća. 
Židovi ne vjeruju u postojanje čistilišta i pakla, jer kazna za grijeh nije život vječni, već smrt. Isto vjeruju i Adventisti sedmog dana. No ortodoksni Židovi, 11 mjeseci poslije smrti pokojnika mole tzv. kaddish za pročišćenje pokojnikove duše. 
Muslimani ne mogu imati stav o čistilištu jer ne vjeruju u čistilište. Kod muslimana postoji samo Dženet (raj) i Džehenem (pakao). Ništa nema između njih.

## Čistilište u književnosti i filmu
Postoji mišljenje, da Duh iz Shakespearovog Hamleta dolazi iz čistilišta. Pedro Calderón de la Barca napisao je komediju pod nazivom "Čistilište svetog Patrika", na temelju popularnih legendi o svecu i referenci o čistilištu.
Pisac Piers Anthony u svojim knjigama, piše o Čistilištu, kao o mjestu između Raja i Pakla. Roman Grad velikog kralja autora Oscara Esquiviasa odvija se u čistilištu.
U TV- seriji Sleepy Hollow koristi se čistilište kao svijet preminulih. Glavni lik našao se u čistilištu.

### Božanstvena komedija
Čistilište je naziv druge knjige, iz trilogije Danteove Božanstvene komedije. U pratnji rimskog pjesnika Vergilija, Dante sagledava misterij boli, govori o varljivosti zemaljske slave, kritizira svoje političke protivnike i s izvanrednom sugestivnošću iznosi tragiku, prkos, strast, fantastiku. Gledajući u čistilištu put iskupljenika, oslobođenje čovjeka od materijalnih zavisnosti i mogućnost njegova usavršavanja, pjesnik otkriva raj kao harmoniju, jedinstvo čovjeka i svemira, misterij one ljubavi koja "pokreće sunce i ostale zvijezde". 
Po Danteu, u čistilištu se duše čiste od 7 grijeha. Raspoređene su u 7 različitih krugova. Nakon čišćenja lete prema nebu. Na vratima raja stoje anđeli (simboli ispovjednika) te drže moć (simbol pravde).

## Muzej duša u čistilištu
Muzej duša u čistilištu (tal.: Museo delle Anime del Purgatorio) nalazi se u Rimu u sakristiji crkve Presvetog Srca (tal. Chiesa del Sacro Cuore del Suffragio). Prema priči, požar je pogodio crkvu 1897. godine i svećenik Victor Jouët vidio je na zidu iza oltara sliku ljudskog lica tužnoga i melankoličnoga izraza, u plamenu. Vjerovao je, da je to duša umrlog čovjeka, osuđenog na čistilište, koji je pokušao stupiti u kontakt sa živim ljudima. 
To je potaklo svećenika, da nađe dokumente i izjave o sličnim slučajevima. Istraživanje se pokazalo teže nego što se očekivalo, no ipak je prikupio mnogo materijala, da preminuli ljudi, prisiljeni proći razdoblje u životu poslije smrti u čistilištu kako bi se pročistili od grijeha, pokušavaju privući pažnju živih ljudi, kako bi ih potakli da za njih mole i služe sv. mise, kako bi im se olakšao prijelaz u raj. Muzej sadrži predmete poput otiska tri plamteća prsta na molitveniku iz 1871.